# アポスティーユ
アポスティーユ (apostille) とは、ハーグ国際私法会議で締結された外国公文書の認証を不要とする条約が定めているもので、駐日領事による認証に代わり公文書に外務省、公証人役場等が実施する付箋による証明のこと。日本は1961年に本条約を批准している。

## 概要
公印確認と異なり、公文書に直接押印せず付箋を付与する。これにより駐日領事による認証がなくとも、駐日領事の認証があるものと同等のものとして、提出先国で使用することが可能となる。
対象は認証不要条約加盟国であるが、加盟国であってもその用途によって、駐日領事の認証を必要とする公印確認を要求する機関もある。
しかし、公文書の提出国が条約締約国でない場合は、アポスティーユによる承認は不可である（通常の公印確認による証明が必要となる）。